# ウィニスク川
ウィニスク川（ウィニスクがわ）はカナダのオンタリオ州北部にある川。
水源はワナミン湖で、そこから東に流れてウィニスク湖へ注ぐ。その先はおおむね北へ流れてハドソン湾へと注いでいる。長さ475km、流域面積67,300 km2。河口一帯には世界で最も南側にあるツンドラおよび塩水の浸水を受ける池、ボグ、フェン、沼地などが多いホッキョクグマ州立公園がある。一帯にはハクガンなどのガンカモ類およびコオバシギ、アメリカオオソリハシシギの繁殖コロニーがあり、1987年にラムサール条約登録地となった。
名前はウッドチャックを意味するクリー語由来である。
川へ繋がる道路は存在せず、川沿いにはワナミンレイクファーストネーション、ウェベキーファーストネーション、ピーアナックといった孤立したコミュニティがあるのみである。